# Stay Alive
Stay Alive ist ein Horrorfilm von Regisseur William Brent Bell, gedreht im Jahr 2006 in den Vereinigten Staaten.

## Handlung
Ein junger Mann soll für einen Spieleentwickler ein Videospiel mit dem Namen „Stay Alive“ testen. Kurze Zeit später wird er tot in seinem Haus aufgefunden. Durch Zufall gelangt das Spiel in die Hände von Hutch, der es mit fünf seiner Freunde ebenfalls anspielt. Am nächsten Morgen wird Hutchs Chef, der ebenfalls am Abend zuvor das Spiel getestet hat, jedoch im Spiel gestorben ist, tot in seinem Büro aufgefunden. Hutch stellt Nachforschungen an und findet heraus, dass alle, die das Videospiel gespielt haben, auf die gleiche Weise wie im Spiel umgekommen sind. Zunächst glauben seine Freunde an Zufall, jedoch werden sie immer öfter von Wahnvorstellungen heimgesucht.
Nach dem Tod von Phineas beschließen die Verbliebenen herauszufinden, wer das Spiel entwickelt hat. Vom Spieleentwickler erfahren sie, dass das Spiel auf einer wahren Begebenheit beruht und die Gräfin aus dem Spiel, Elisabeth Báthory, wirklich existiert hat. October erfährt währenddessen aus dem Buch Hexenhammer, dass eine dunkle Hexe nur durch drei Nägel, jeweils einen in das Herz, den Hals und in den Kopf getötet werden kann. Danach muss ihr Blut verbrannt werden.
Da mittlerweile die Polizei auf der Fährte von Hutch und seinen Freunden ist, beschließen sie unterzutauchen. Hutch und Abigail bringen inzwischen noch in Erfahrung, dass die Gräfin zu ihrer Zeit 39 junge Mädchen brutal ermordet hat, um den eigenen Alterungsprozess zu stoppen, indem sie im Blut der Ermordeten badete. Als Strafe wurde sie lebendig in einen schwarzen Turm eingemauert. Als Hutch und Abigail zu Swink zurückkehren, ist die Gräfin gerade dabei, October zu ermorden. Sämtliche Rettungsversuche ihrer Freunde scheitern. Da October das Spiel nicht weitergespielt hat, schlussfolgern sie, dass das Spiel sich selbst spielt. Sie beschließen den schwarzen Turm zu finden und die Gräfin zu erlösen. Swink bleibt im Van zurück und spielt das Spiel als Ablenkung.
Spiel und Realität verschmelzen, so dass Swink Hutch den Weg durch das Haus des Spieleentwicklers per Handy durchsagen kann, da dieser identisch ist mit dem Weg im Spiel. Ebenso verhindert er, dass Abigail durch die Baronin getötet wird, indem er ihr im Spiel Rosen entgegen wirft. Hutch entdeckt zugleich, dass der schwarze Turm sich hinter dem Haus des Spieleentwicklers befindet, der zuvor von Abigail tot in seinem Arbeitszimmer gefunden wurde. Mittlerweile wird Swink von der Kutsche der Gräfin verfolgt und droht überfahren zu werden. Hutch und Abigail pflücken Wildrosen zum Schutz vor der Gräfin und betreten den Turm. In der Folterkammer der Gräfin werden beide getrennt. Abigail wird kurze Zeit später von der Gräfin attackiert. Zur gleichen Zeit findet Hutch den Leichnam der Gräfin und treibt ihr Nägel in Herz, Hals und Kopf. Mit dem Einschlag des letzten Nagels lässt der Geist von Abigail ab. Hutch wendet sich ab, als der Körper der Gräfin aufersteht. Er greift zum Feuerzeug und setzt den Raum in Flammen. Kurze Zeit später tauchen Swink und Abigail auf und ziehen ihn aus dem brennenden Zimmer.
Das nächste Bild zeigt einen Spieleverkäufer, der die Verkaufsversion von „Stay Alive“ in den Händen hält. Er nimmt das Spiel und legt es in eine Konsole ein. Auf einem Bildschirm erscheint das Intro des Spiels.

## Das Gedicht
Zu Beginn des Spieles muss ein Gedicht vorgelesen werden, durch das die Gräfin Macht über die Spieler bekommt. Das Gedicht lautet:
Kommt zu mir Wolken

Erhebt euch als ein Sturm des Bösen

Der ihre Körper aufreißen soll

Möge das Dunkel der Nacht Zeuge werden

Und diejenigen vernichten die sich widersetzen

Damit sie mir nichts anhaben können

Möge mich das Blut der Vielen reinigen

Und meine Schönheit auf ewig bewahren

Darum bitte ich dich